# Jemappes (departement)

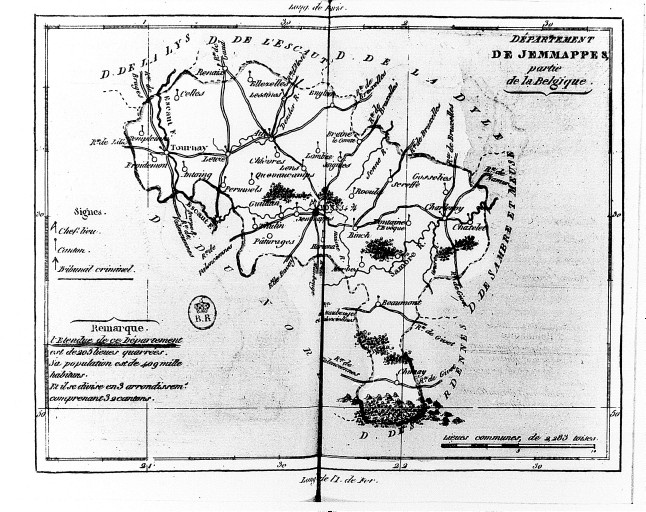

Jemappes, eerder ook Jemmape of Jemmapes, was de naam van een Frans departement in de Nederlanden, genoemd naar de Slag bij Jemappes in 1792 tussen het leger van de Oostenrijkse Nederlanden en het Franse leger. Het grondgebied kwam grotendeels overeen met dat van de huidige Belgische provincie Henegouwen.

## Instelling
Het departement werd gevormd na de annexatie van de Zuidelijke Nederlanden in 1795 door samenvoeging van de volgende gebieden:
- het graafschap Henegouwen, met uitzondering van Zuid-Henegouwen wat de Fransen reeds geannexeerd hadden een eeuw tevoren (Vrede van de Pyreneeën)
- de stad Doornik en het Doornikse
- Charleroi en omgeving afkomstig van het graafschap Namen
- Twee Luikse Goede Steden op de Samber: Thuin en Châtelet (prinsbisdom Luik).

## Bestuurlijke indeling
De hoofdstad van het departement was Bergen. Het was ingedeeld in de volgende arrondissementen en kantons:
- arrondissement Bergen, kantons: Boussu, Chièvres, Dour, Edingen, Lens, Le Rœulx, Bergen, Pâturages en Zinnik.
- arrondissement Charleroi, kantons: Beaumont, Binche, Charleroi, Chimay, Fontaine-l'Evêque, Gosselies, Merbes-le-Château, Seneffe en Thuin.
- arrondissement Doornik, kantons: Antoing, Aat, Celles, Elzele, Frasnes-lez-Anvaing, Lessen, Leuze-en-Hainaut, Péruwelz, Quevaucamps, Templeuve en Doornik.

## Prefect
1800-1805: Jean Baptiste Étienne Garnier
1805-1810: Patrice de Coninck
1810-1812: Jean Baptiste Maximilien Villot de Fréville
1812-1814: Pierre-Clément de Laussat

## Opheffing
Na de nederlaag van Napoleon in 1814 werd het departement krachtens de Grondwet van 24 augustus 1815 omgezet in de provincie Henegouwen van het Verenigd Koninkrijk der Nederlanden (met uitzondering van een kleine enclave in het Noorderdepartement) en de omgeving van Halle (waar Nederlands gesproken werd) die bij de provincie Brabant gevoegd werd.
Deux-Nèthes · Dyle · Escaut · Forêts · Jemappes · Lys · Meuse-Inférieure · Ourthe · Sambre-et-Meuse
- Système universitaire de documentation: 027309398
- Virtual International Authority File: 236588926